# Nick Grimshaw
 (décembre 2021).
Si vous disposez d'ouvrages ou d'articles de référence ou si vous connaissez des sites web de qualité traitant du thème abordé ici, merci de compléter l'article en donnant les références utiles à sa vérifiabilité et en les liant à la section « Notes et références ».
Nicholas Peter "Nick" Grimshaw (né le 14 août 1984) est un animateur de radio et de télévision anglais, notamment sur BBC Radio 1. Il est juge dans la douzième saison du télécrochet The X Factor.
Il anime le Breakfast Show, l'émission phare de BBC Radio 1, de 2012 à 2018. Il quitte BBC Radio 1 en 2021, après 14 ans comme animateur sur la chaîne. 
En 2022, il publie son autobiographie, Soft Lad.

## Vie privée
Le 17 août 2012, Grimshaw fait son coming-out,. En 2022, il se fiance avec son partenaire, le danseur Meshach 'Mesh' Henry.

## Filmographie
Télévision
| Année     | Titre                 | Rôle            | Chaîne    | Notes               |
| --------- | --------------------- | --------------- | --------- | ------------------- |
| 2010–2012 | T4                    | Co–présentateur | Channel 4 |                     |
| 2012—     | Children in Need      | Co–animateur    | BBC       | With Terry Wogan    |
| 2013–2014 | Sweat the Small Stuff | présentateur    | BBC       |                     |
| 2014—     | The One Show          | Co–présentateur | BBC       | présentateur invité |
| 2015      | The X Factor          | Juge.           | ITV       | Series 12           |

Radio
| Année     | Station     | Show                                          |
| --------- | ----------- | --------------------------------------------- |
| 2007–2012 | BBC Radio 1 | Nick Grimshaw and Annie Mac                   |
| 2008–2009 | BBC Radio 1 | Weekend Breakfast                             |
| 2009–2012 | BBC Radio 1 | Late Night                                    |
| 2012—2018 | BBC Radio 1 | The Radio 1 Breakfast Show with Nick Grimshaw |
| 2018—2021 | BBC Radio 1 | Drivetime Show                                |

Films
| Année | Titre          | Rôle           |
| ----- | -------------- | -------------- |
| 2012  | Wreck-It Ralph | Dr. Brad Scott |

## Liens
- « Nick Grimshaw » (présentation), sur l'Internet Movie Database